# Klaus R. Schroeter
Klaus R. Schroeter (* 14. Dezember 1959 in Schwerte) ist ein deutscher Soziologe, der als außerplanmäßiger Professor an der Universität Kiel lehrte. Seit 2013 ist er Professor für Soziale Arbeit und Alter am Standort Olten an der Hochschule für Soziale Arbeit der Fachhochschule Nordwestschweiz.
Schroeter studierte von 1981 bis 1987 Soziologie, Pädagogik und Psychologie an der Universität Heidelberg und der Universität Kiel, wo er Schüler und später Wissenschaftlicher Assistent von Lars Clausen war. Ebendort wurde er 1993 promoviert und habilitierte sich 2003.
Bis zu seiner Ernennung zum Professor (2009) war er Lehrbeauftragter an der Universität Kiel, der Fachhochschule Kiel und der Helmut-Schmidt-Universität in Hamburg. Seine Forschungsgebiete sind: Allgemeine Soziologie und soziologische Theorien; Alterssoziologie/Soziale Gerontologie; Körpersoziologie, Medizin- und Gesundheitssoziologie; Soziologie der Pflege.
2015 gab er gemeinsam mit Jan-Frederik Bandel den Band Meine Einführung in die Soziologie. 15 Vorlesungen in freier Rede heraus, der die letzte Vorlesungsreihe von Lars Clausen umfasst.

## Schriften (Auswahl)
- Entstehung einer Gesellschaft. Fehde und Bündnis bei den Wikingern, Berlin: Reimer, 1994
- Soziologie des Alterns. Eine Einführung, Paderborn: Schöningh, 1996 (mit Hans-Werner Prahl)
- Soziologisches Grundwissen für Altenhilfeberufe, Weinheim, Basel: Beltz, 1999 (mit Hans-Werner Prahl)
- Pflege als eine spezifische Figuration in der Lebensphase Alter. Feld- und figurationssoziologische Überlegungen zum figurativen Feld der Pflege (Habilitationsschrift), Wirtschafts- und Sozialwissenschaftliche Fakultät, Universität Kiel, 2002
- Figurative Felder. Ein gesellschaftstheoretischer Entwurf zur Pflege im Alter, Wiesbaden: Deutscher Universitätsverlag, 2004
- mit Monika Setzwein (Hgg.): Zwischenspiel. Festschrift für Hans-Werner Prahl zum sechzigsten Geburtstag, Kiel: Götzelmann, 2004, ISBN 3-935582-02-1.
- Soziologie der Pflege. Grundlagen, Wissensbestände und Perspektiven, Weinheim, München: Juventa 2005 (mit Thomas Rosenthal, Hrsg.)
- Das soziale Feld der Pflege. Eine Einführung in Strukturen, Deutungen und Handlungen, Weinheim, München: Juventa, 2006
- Altern in Gesellschaft. Ageing - Diversity - Inclusion, Wiesbaden: VS Verlag für Sozialwissenschaften, 2007 (hgg. mit Ursula Pasero und Gertrud M. Backes)
- Soziale Ungleichheiten und kulturelle Unterschiede in Lebenslauf und Alter – Fakten, Prognosen und Visionen, Wiesbaden: VS Verlag für Sozialwissenschaften, 2008 (hgg. mit Harald Künemund).